# Natlogi Betalt
Natlogi Betalt er en dansk film fra 1957. Moraliserende film om amerikanerpigernes slette levned.
- Manuskript og instruktion Johannes Allen.

Blandt de medvirkende kan nævnes:
- Hanne Borchsenius
- Vera Stricker
- Malene Schwartz
- Kirsten Passer
- Bjørn Puggaard-Müller
- Preben Mahrt
- Klaus Pagh
- Kjeld Jacobsen
- Ole Monty
- Bertel Lauring
- Paul Hagen
- Knud Hallest
- Bjørn Spiro